# Rodopi (periferie-district)
Rodopi (Grieks: Ροδόπη) is een Grieks periferie-district (perifereiaki enotita) in de bestuurlijke regio Oost-Macedonië en Thracië en de historische regio Thracië. De hoofdstad is Komotini, dat tevens de hoofdstad is van de bestuurlijke regio. Het periferie-district had 110.828 inwoners (2001). Het periferie-district is genoemd naar het Rodopegebergte.
In Rodopi vormt de moslimminderheid van Griekenland volgens de volkstelling van 1991 51,77% van de bevolking. De meerderheid van hen zijn Turken.

## Geografie
In het departement liggen delen van het zuidelijke Rodopegebergte. De rivier de Lissos ontspringt en mondt uit in het departement. Het Vistonida-meer ligt in het zuidwesten en de Thracische Zee in het zuiden.

## Plaatsen[2]
| Plaats          | Hoofdplaats (vroeger) | Postcode | GEMEENTE       | Hoofdplaats van de gemeente |
| --------------- | --------------------- | -------- | -------------- | --------------------------- |
| Aigeiros        |                       | 691 00   | Komotini       | Komotini                    |
| Amaxades        |                       | 692 00   | Iasmos         | Iasmos                      |
| Arriana         |                       | 693 00   | Arriana        | Filyrra                     |
| Filyra          |                       | 691 00   | Arriana        | Filyrra                     |
| Iasmos          |                       | 692 00   | Iasmos         | Iasmos                      |
| Kechros         |                       | 693 00   | Arriana        | Filyrra                     |
| Komotini        |                       | 691 00   | Komotini       | Komotini                    |
| Maroneia        | Xylagani              | 694 00   | Maroneia-Sapes | Sapes                       |
| Neo Sidirochori |                       | 691 00   | Komotini       | Komotini                    |
| Organi          |                       | 695 00   | Arriana        | Filyrra                     |
| Sapes           |                       | 693 00   | Maroneia-Sapes | Sapes                       |
| Sostis          |                       | 692 00   | Iasmos         | Iasmos                      |